# فلای باندی
فلای باندی (اسپانیایی: La libertad de volar‎) شرکت هواپیمایی آرژانتینی است، که در سال ۲۰۱۶ تأسیس شد.